# IV район (Турку)
IV район (фин. IV kaupunginosa, швед. IV stadsdel чаще — Мартти фин. Martti, швед. Martins или Мартинмяки фин. Martinmäki) — один из центральных районов города Турку, входящий в Центральный территориальный округ.
Один из дорогостоящих для проживания районов города.

## Географическое положение
Район расположен вдоль восточного побережья реки Аурайоки, на участке порядка 2 км от её устья к центру города, и граничит с частью соседнего V района — Итяранта, с юга — Вяхяхейккиля и Мянтюмяки, с запада — III районом.
Район ограничен улицами: с запада — Терваховинкату (фин. Tervahovinkatu), с востока — Бетанианкату (фин. Betaniankatu) и Мартинкату (фин. Martinkatu).

## Достопримечательности
По площади район является одним из самых маленьких в Турку и сосредоточен вокруг церкви Мартина в честь которой и получил своё второе наименование — «Мартти».
В районе сосредоточено большое количество деревянных домов, построенных для рабочего населения города в 1900-х годах.
Район сильно пострадал 25 июня 1941 года во время бомбардировок авиации Советского Союза в ходе Второй мировой войны. В 1950-х годах разрушенные бомбардировкой участки были застроены современными жилыми постройками.

## Население
В 2007 году число жителей района составляло 4 410 человек.
В 2004 году численность населения района составляла 4 357 человек, из которых дети моложе 15 лет составляли 7,16 %, а старше 65 лет — 18,80 %. Финским языком в качестве родного владели 90,22 %, шведским — 8,40 %, а другими языками — 1,38 % населения района.